# Xã Timber Creek, Quận Nance, Nebraska
Xã Timber Creek (tiếng Anh: Timber Creek Township) là một xã thuộc quận Nance, tiểu bang Nebraska, Hoa Kỳ. Năm 2010, dân số của xã này là 256 người.